# キーナ・ロスハマー
キーナ・ロスハマー（英: Keena Rothhammer、1957年2月26日 - ）は、アメリカ合衆国の元競泳選手。
アーカンソー州リトルロック生まれ。1972年に15歳にしてミュンヘンオリンピックに出場し、800m自由形で金、200m自由形で銅をそれぞれ獲得。翌年にベオグラードで開かれた世界選手権でも200m自由形で金（2分04秒99）、400m自由形で銀（4分21秒50）を獲得し、この年の「北アメリカのアスリート」に選ばれた。選手時代に世界記録を2回、個人アメリカ記録を10回更新し、アメリカ全国大会で10回優勝した。
1991年に国際水泳殿堂入り。